# 奧斯曼帝國行政區劃

19世纪的奥斯曼帝国

奧斯曼帝國行政區劃是奧斯曼帝國國家機關的行政區劃，是帶有民事權力的軍事管治政區，而在此體制外的還有附屬國。奧斯曼帝國行政區劃可分為兩個時期，一是隨著帝國崛起而初步規劃；二是1864年行政改革後的時期。

## 初步規劃
初步規劃的時間可追溯至奧斯曼在安那托利亞中部仍然是塞爾柱帝國附庸時。奧斯曼帝國在多年來是前政權安纳托利亚侯国的綜合體，這些政權都在奧斯曼皇室的治下。
行政區劃的延展是以塞爾柱帝國的行政架構為基礎，塞爾柱帝國的世襲地區統治者稱為貝伊（Bey）。奧斯曼帝國成立後，這些貝伊並沒有被廢除，而是承認奧斯曼帝國蘇丹的宗主權繼續管治其地區。貝伊不僅是指那些前朝的地區統治者，同時也指由奧斯曼帝國指派到地區的統治者。
起初，帝國將國家分為桑贾克（Sanjak，突厥语「旗」，有时也用阿拉伯语的「旗」，Liwa或Liva），將當中一些桑賈克委託給蘇丹的王子管理。桑賈克由桑賈克貝伊（sanjakbey）管理，桑賈克貝伊是軍事長官，他們在從蘇丹那裡接收旗幟。帝國擴張到歐洲，帝國需要中層的管治機構，于是出现了Eyalet，后期变为Vilayet，其长官称为貝拉貝伊（beylerbey）。在穆拉德一世時，貝拉貝伊（統治長官）被委派到歐洲的魯米利亞。大約在同一時間，安那托利亞亦設有貝拉貝伊，羅姆省及奧斯曼帝國的附庸國則由蘇丹直接管治（通常透過大維齊爾）。設立了貝拉貝伊後，桑賈克成為二級行政區劃，雖然在一些特定的情況，如未有貝拉貝伊的新征服地區，仍然是一級行政區劃。除此之外，貝拉貝伊是各省軍隊的司令。

### 一級行政單位

#### 1299年至1609年的省
十四世紀中至十六世紀末，只有一個貝拉貝伊被設立（嘎勒莽）。

#### 1609年前消失的省
以下各省在1609年前存在：
- 阿布哈茲省（1578年－？，又稱蘇呼米或格魯吉亞，包括明格列里亞、伊梅雷蒂及現今的阿布哈茲，該地在名義上被奧斯曼帝國吞併，但並沒有完全被征服）[5]
- 阿哈爾齊赫省（約1603年－？，從薩姆茨赫省分拆出來或者是薩姆茨赫省的延伸部分）[6]
- 塔基斯坦省（1578年－？，委派一名塞達管治，而不是貝拉貝伊）[7]
- 德馬尼西省（約1584年－？）[8]
- 占賈省（約1588年－1604年）[9]
- 戈里省（約1588年－？）[10]
- 杰爾省（1594年－1598年）[11]
- 卡赫蒂省（約1578年－？，卡赫蒂的統治者是世襲的貝伊）[12]
- 拉茲斯坦省（約1574年－？）[13]
- 洛里省（約1584年－？）[14]
- 摩爾達維亞省（1595年，摩爾達維亞在其餘時間是一個獨立的自治地區）[15]
- 納希契凡省（約1603年）[16]
- 波季省（1579年－？）[17]
- 沙那省（1567年－1569）[18]
- 沙馬基省（約1583年）[19]
- 錫蓋特堡省（約1596年，後來成為卡尼札省）[20]
- 希爾凡省（1578年－1604年，委派一名塞達管治，而不是貝拉貝伊）[19]
- 大不里士省（1585年－1603年）[21]
- 第比利斯省（1578年－1586年）[22]
- 瓦拉幾亞省（1595年，瓦拉幾亞在其餘時間是一個獨立的自治地區）[23]
- 埃里溫省（1583年－1604年，有時包括凡城）[24]
- 宰比德省（1567年－1569年）[25]

#### 1609年的省
塞利姆一世及蘇萊曼一世在十七世紀的領土擴張導致了政區增加的需要。至十七世紀末，奧斯曼帝國計有42個已知設有貝拉貝伊的省。下表顯示1609年奧斯曼帝國行政區劃的狀況。
| 省             | 奧斯曼土耳其語名稱及譯名（現代土耳其語名稱） | 設立年份            | 現今所屬                                                             |                                                                                        |
| -------------- | -------------------------------------------- | ------------------- | -------------------------------------------------------------------- | -------------------------------------------------------------------------------------- |
| 哈比沙省       | Habeş                                        | 約1554年            | 沙特阿拉伯、蘇丹、厄立特里亞、吉布提、索馬里                         | 包括紅海的兩側，又稱「麥加及麥地那」                                                   |
| 阿達納省       | آضنه Ażana (Adana)                           | 約1608年            | 土耳其                                                               |                                                                                        |
| 愛琴海諸島     | Cezayir                                      | 1500年代中期        | 希臘                                                                 | 由卡普丹帕夏（地區長官）管治                                                           |
| 阿勒頗省       | حلب Ḥaleb (Halep)                            | 約1516-1521年       | 敍利亞、土耳其                                                       |                                                                                        |
| 阿爾及利亞省   | جزاير غرب Cezâyîr-i Ġarb (Cezayir Garp)      | 約1519年            | 阿爾及利亞                                                           |                                                                                        |
| 安那托利亞省   | Anadolu                                      | 約1365年            | 土耳其                                                               |                                                                                        |
| 巴格達省       | بغداد Baġdâd (Bağdat)                        | 1535年              | 伊拉克                                                               |                                                                                        |
| 巴斯拉省       | بصره Baṣra (Basra)                           | 約1552年            | 伊拉克、科威特                                                       |                                                                                        |
| 波斯尼亞省     | Bosna                                        | 約1520年代          | 波斯尼亞和黑塞哥維那、克羅地亞、塞爾維亞、黑山                       |                                                                                        |
| 布達           | Budin                                        | 1541年              | 匈牙利、克羅地亞、塞爾維亞                                           |                                                                                        |
| 塞浦路斯       | قبرص Ḳıbrıṣ (Kıbrıs)                         | 1571年              | 塞浦路斯、土耳其                                                     | 1784年併入愛琴海諸島                                                                   |
| 迪亞爾貝基爾省 | دياربكر Diyârbekir (Diyarbakır)              | 1515年              | 土耳其、伊拉克                                                       |                                                                                        |
| 埃格省         | اكر Egir (Eğri)                              | 1596年              | 匈牙利、斯洛伐克                                                     |                                                                                        |
| 埃及省         | مصر Mıṣır (Mısır)                            | 1517年              | 埃及、以色列、約旦、沙特阿拉伯                                       |                                                                                        |
| 埃爾祖魯姆省   | Erzurum                                      | 約1514-1534年       | 土耳其                                                               |                                                                                        |
| 哈沙省         | Lahsa                                        | 約1579年            | 沙特阿拉伯                                                           | 甚少有直接的統治                                                                       |
| 卡法省         | Kefe                                         | 約1581年            | 烏克蘭、俄羅斯                                                       |                                                                                        |
| 考尼饒省       | Kanije                                       | 1600人              | 匈牙利、克羅地亞                                                     |                                                                                        |
| 嘎勒莽         | Karaman                                      | 約1470年            | 土耳其                                                               |                                                                                        |
| 卡爾斯省       | Kars                                         | 1579年              | 土耳其、格魯吉亞                                                     | 1604年與薩姆茨赫省合併，1845年併入埃爾祖魯姆省                                         |
| 馬拉什省       | Maraş, Dulkadır                              | 約1522年            | 土耳其                                                               |                                                                                        |
| 摩蘇爾         | Musul                                        | 1500年代後期        | 伊拉克                                                               |                                                                                        |
| 拉卡省         | Rakka                                        | 1500年代後期        | 敍利亞、土耳其、伊拉克                                               |                                                                                        |
| 魯米利亞省     | Rumeli                                       | 約1365年            | 保加利亞、希臘、北馬其頓、阿爾巴尼亞、科索沃、塞爾維亞、黑山、土耳其 |                                                                                        |
| 薩姆茨赫省     | Çıldır                                       | 約1579年            | 格魯吉亞、土耳其                                                     | 又稱麥斯克希特，在1829年該省的大部分地區落入俄國手中，餘下部分在1845年納入埃爾祖魯姆省 |
| 舒赫索省       | Şehrizor                                     | 1500年代中期        | 伊拉克、伊朗                                                         | 又稱基爾庫克，1830年併入摩蘇爾省，設基爾庫克桑賈克                                     |
| 錫利斯特拉省   | Silistre                                     | 約1599年            | 保加利亞、羅馬尼亞、摩爾多瓦、烏克蘭                                 | 後來有時稱為鄂察奇烏，第一位貝拉貝伊是克里米亞汗國可汗                                 |
| 錫瓦斯省       | Sivas                                        | 約1500年代初期      | 土耳其                                                               |                                                                                        |
| 敍利亞         | Şam                                          | 1516-1517年         | 敍利亞、黎巴嫩、以色列、巴勒斯坦、約旦，部分屬於現今的土耳其及伊拉克 |                                                                                        |
| 蒂米什瓦拉省   | Tımışvar                                     | 1552年              | 羅馬尼亞、塞爾維亞、匈牙利                                           |                                                                                        |
| 特拉布宗省     | Trabzon                                      | 1500年代            | 土耳其、格魯吉亞                                                     | 又稱特拉比松省                                                                         |
| 的黎波里省     | Trablus-ı Şam (Trablusşam)                   | 約1570年代          | 黎巴嫩、敍利亞                                                       |                                                                                        |
| 塞浦利坦尼亞省 | Trablus-ı Garb (Trablusgarp)                 | 1551年              | 利比亞                                                               |                                                                                        |
| 突尼斯         | Tunus                                        | 1574年              | 突尼西亞                                                             |                                                                                        |
| 凡城省         | Van                                          | 1548年              | 土耳其                                                               |                                                                                        |
| 也門省         | Yemen                                        | 1517-1518年及1539年 | 也門、沙特阿拉伯                                                     |                                                                                        |

#### 1609年至1683年建立的省

1609年的区划

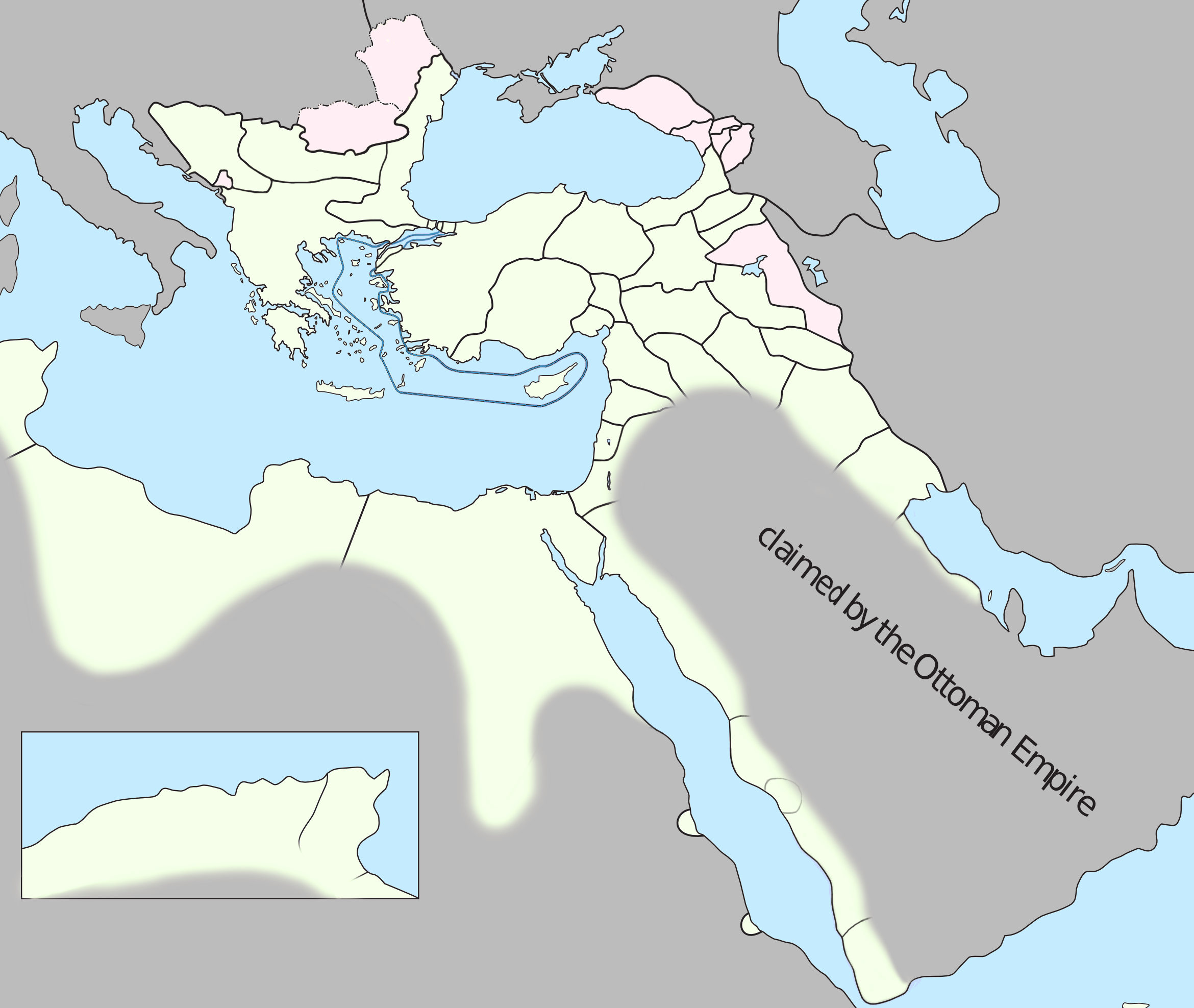
1795年的区划

- 克里特省
- 摩里亞省
- 波多利亞省
- 西頓省
- 紐侯塞省
- 奧拉迪亞省

### 二級行政單位
這些省份細分為桑賈克（旗），由桑賈克貝伊管治，並再細分為提馬爾（Timar，是由提馬爾貴族槍騎兵（Timarli Sipahi cavalry或timariot或tımar holder）管治的采邑，税收低于2万阿克切（Akçe）银币。）及扎米特（Zeamet，税收2万至10万阿克切的提马尔）、has（税收10万阿克切以上的提马尔）或kadiluk（由法官Kadı治理）。一些桑賈克如耶路撒冷並非隸屬於於省。桑賈克的統治者是其轄下所有提馬爾貴族槍騎兵及掌有扎米特的騎兵的軍事司令。一些省份如埃及、巴格達、阿比西尼亞、哈沙並沒有細分為桑賈克及提馬爾。

## 1864年行政改革
隨著奧斯曼帝國的衰落，其行政架構承受著強大的壓力。1861年後，在歐洲的施壓下，一位基督教穆塔萨勒夫（地區統治者）得以自治黎巴嫩山，為馬禮派基督教教徒建立了屬於他們的土地。1864年通過的一條法律訂立了標準的地區統治架構，帝國的省份改稱為維拉耶（Vilayet），由瓦利（Wāli）或樸特委派的官員統治，新成立的地區議會亦加入在架構裡，這是坦志麥特改革的一部分。維拉耶細分為桑賈克、梅達沙列法特（Mutasarrıfate）及附庸國如塞爾維亞、羅馬尼亞及黑山。

### 1877年時的維拉耶

#### 西部
- 波斯尼亞省
- 查塔加省
- 克里特省
- 塞浦路斯
- 多瑙省
- 東魯米利亞省
- 埃迪爾內省
- 黑塞哥維那省
- 伊斯坦堡省
- 約阿尼納省
- 科索沃省
- 莫納斯提爾省
- 薩洛尼卡省
- 斯庫台省
- 薩摩斯省
- 索非亞省
- 麥加（並非維拉耶）
- 摩蘇爾省
- 黎巴嫩山（梅達沙列法特，不是維拉耶）
- 瑟比雅桑賈克
- 敍利亞省
- 的黎波里塔尼亞省
- 突尼斯省

#### 安那托利亞
- 阿達納省
- 愛琴海諸島
- 阿勒頗省
- 安卡拉省
- 艾登省
- 比加（一個自治的桑賈克，並非維拉耶）
- 比特利斯省
- 迪亞爾貝基爾省
- 埃爾祖魯姆省
- 凡城省

#### 東部
- 巴格達省
- 巴斯拉省
- 貝魯特省
- 班加西（自治桑賈克，並非維拉耶）
- 代爾祖爾省
- 埃及（自治埃及赫迪夫，並非維拉耶）
- 漢志省
- 布爾薩省
- 伊茲密特（自治桑賈克，並非維拉耶）
- 耶路撒冷（梅達沙列法特，並非維拉耶）
- 卡斯塔莫努省
- 科尼亞省
- 伊拉茲格省
- 錫瓦斯省

### 1915年的維拉耶

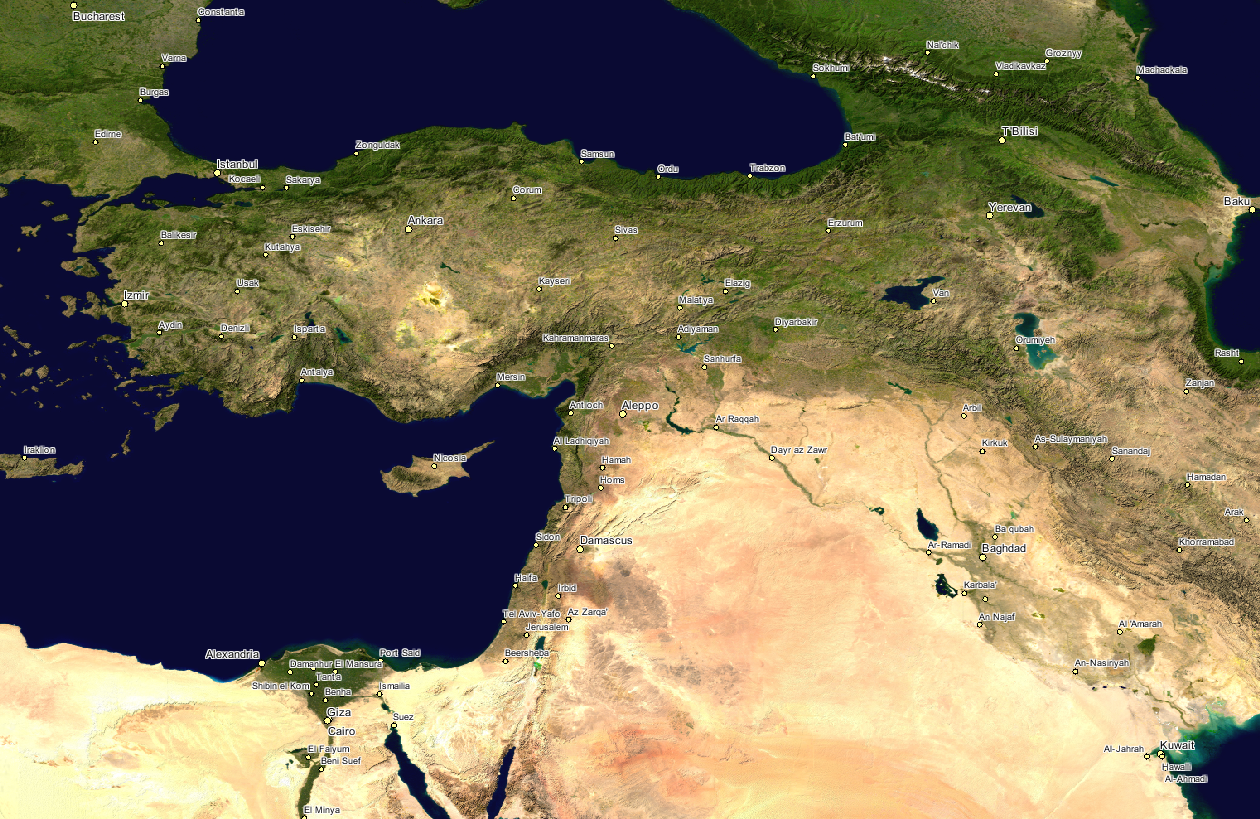
1915年的維拉耶

1885年坦志麥特行政改革後，奧斯曼帝國在小亞細亞分為十五個維拉耶、一個自治桑賈克及一個梅達沙列法特。
每一個維拉耶細分為多個桑賈克。以下是1915年小亞細亞具體的行政區劃：

#### 西部
- 達達尼爾海峽的獨立維拉耶
- 斯屈達爾桑賈克

#### 安那托利亞
- 伊茲密爾維拉耶細分為馬尼薩、伊茲密爾、艾登、代尼茲利、曼特塞桑賈克
- 布爾薩維拉耶細分為巴勒克西爾、布爾薩、艾爾杜古爾、庫塔赫亞、阿菲永桑賈克
- 科尼亞維拉耶細分為布爾杜爾、哈米德阿巴德、安塔利亞、科尼亞及尼代
- 卡斯塔莫努維拉耶細分為伯魯、昌克勒、卡斯塔莫努及錫諾普桑賈克
- 安卡拉維拉耶細分為安卡拉、克爾謝伊爾、約茲加特、開塞利桑賈克
- 阿達納維拉耶細分為艾斯爾（梅爾辛）、阿達納、科贊、奧斯瑪尼耶桑賈克
- 錫瓦斯維拉耶細分為錫瓦斯、托卡特、阿馬西亞、塞賓卡拉赫薩爾桑賈克
- 特拉布宗維拉耶細分為薩姆松、特拉布宗、居米什哈內、拉茲斯坦桑賈克
- 埃爾祖魯姆維拉耶
- 比特利斯維拉耶細分為穆什、根茨、錫爾特桑賈克
- 凡城維拉耶細分為凡城、哈卡里
- 伊茲密特梅達沙列法特

#### 東部
- 摩蘇爾維拉耶細分為摩蘇爾、基爾庫克、蘇萊曼尼亞桑賈克
- 馬穆爾阿茲爾維拉耶細分為廸亞巴可什桑賈克及祖爾梅達沙列法特
- 阿勒坡維拉耶細分為阿勒坡、桑尼烏法、卡赫拉曼馬拉什桑賈克

### 1918年的維拉耶

#### 西部
- 伊斯坦堡

#### 安那托利亞
- 阿達納維拉耶
- 安卡拉維拉耶
- 艾登維拉耶
- 比特利斯維拉耶
- 廸亞巴可什維拉耶
- 埃迪爾內維拉耶
- 埃爾祖魯姆維拉耶
- 布爾薩維拉耶
- 伊茲密特維拉耶
- 科尼亞維拉耶
- 馬穆爾阿茲爾維拉耶
- 錫瓦斯維拉耶
- 特拉布宗維拉耶
- 凡城維拉耶

#### 東部
- 摩蘇爾維拉耶細分為摩蘇爾、基爾庫克、蘇萊曼尼亞桑賈克

### 引用
1. ↑  Naim Kapucu、Hamit Palabıyık. . USAK Books. 2008: 第79頁. ISBN 6054030019 （英语）.
2. ↑  Vernon J. Parry、M. A. Cook. . CUP Archive. 1976年: 第11頁. ISBN 0521099919 （英语）.
3. ↑  Lajos Fekete. . s.n. 1976年 （英语）.
4. ↑  Bekir Topaloğlu、Türkiye Diyanet Vakf. . Türkiye Diyanet Vakfı. 2006年: 第160頁. ISBN 9753894589 （土耳其语）.
5. ↑  Christopher Hewitt、Tom Cheetham. . ABC-CLIO. 2000年: 第11頁. ISBN 1576070077 （英语）.
6. ↑  Nagendra Kr Singh、Nagendra Kumar Singh. . Anmol Publications PVT. LTD. 2000年: 第533頁. ISBN 8126104031 （英语）.
7. ↑  Maureen Perrie、D. C. B. Lieven、Ronald Grigor Suny. . Cambridge University Press. 2006年: 第216頁. ISBN 0521815290 （英语）.
8. ↑  Icon Group International, Inc. . Icon Group International, Inc. 2008年: 第173頁. ISBN 0546657001 （英语）.
9. ↑  Donald Edgar Pitcher. . Brill. 1972年: 第129頁 （英语）.
10. ↑  . muslimgeorgia.   [2009-04-15]. （原始内容存档于2010-04-01） （英语）.
11. ↑  Colin Imber、Keiko Kiyotaki、Rhoads Murphey. . I.B.Tauris. 2005年: 第10頁. ISBN 1850436649 （英语）.
12. ↑  Ronald Grigor Suny. . Indiana University Press. 1994年: 第46頁. ISBN 0253209153 （英语）.
13. ↑  Yiorgos Kalogeras、Eleftheria Arapoglou、Linda Joyce Manney. . Winter. 2006年: 第254頁. ISBN 3825352269 （英语）.
14. ↑  Rhoads Murphey、Jeremy Black. . Routledge. 1999年: 第54頁. ISBN 1857283899 （英语）.
15. ↑  Angus Baxter. . Genealogical Pub. Co. 1994年: 第231頁. ISBN 080631446X （英语）.
16. ↑  Svante E. Cornell. . Routledge. 2001年: 第67頁. ISBN 0700711627 （英语）.
17. ↑  The making of the Georgian nation，第46頁
18. ↑  Jane Hathaway、Karl K. Barbir. . Pearson Longman. 2008年: 第57頁. ISBN 0582418992 （英语）.
19. 1 2  Caroline Finkel. . Basic Books. 2006年: 第170頁. ISBN 0465023967 （英语）.
20. ↑  Géza Dávid. . Isis Press. 1997年: 第163頁 （英语）.
21. ↑  Tadeusz Swietochowski. . Columbia University Press. 1995年: 第58頁. ISBN 0231070683 （英语）.
22. ↑  A History of the Ottoman Empire to 1730: chapters from the Cambridge history of Islam and the New Cambridge modern history，第114頁
23. ↑  Ragnhild Marie Hatton. . Weidenfeld & Nicolson. 1968年: 第384頁 （英语）.
24. ↑  Razmik Panossian. . Columbia University Press. 2006年: 第112頁. ISBN 0231139268 （英语）.
25. ↑  Salih Özbaran. . Isis Press. 1994年: 第55頁. ISBN 9754280665 （英语）.